# Senna reniformis
Senna reniformis är en ärtväxtart som först beskrevs av George Don jr, och fick sitt nu gällande namn av Howard Samuel Irwin och Rupert Charles Barneby. Senna reniformis ingår i släktet sennor, och familjen ärtväxter. Inga underarter finns listade i Catalogue of Life.